# Спароне
Спаро̀не (на италиански: Sparone; на пиемонтски: Sparon, Спарон, на окситански: Sparun, Спарун) е село и община в Метрополен град Торино, регион Пиемонт, Северна Италия. Разположено е на 552 m надморска височина. Към 1 януари 2020 г. населението на общината е 962 души, от които 63 чужди граждани.